# Drosophila debilis
Drosophila debilis är en tvåvingeart som beskrevs av Walker 1849. Drosophila debilis ingår i släktet Drosophila och familjen daggflugor.
Artens utbredningsområde är Sierra Leone.